# Андерсен, Александер
Александр Фьельд Андерсен (норв. Aleksander Fjeld Andersen; род. 15 апреля 1997, Осло) — норвежский биатлонист. Победитель этапов Кубка IBU, призёр чемпионатов Европы.

## Карьера
На этапах Кубка Мира дебютировал в сезоне 2019/20 в Хохфильцене, где занял 33 и 27 места в спринте и гонке преследования соответственно.
В 2020 году завоевал две медали чемпионата Европы, личную бронзу в спринте и бронзу в смешанной эстафете с Осне Скреде, Идой Лиен и Сивертом Баккеном.
В сезоне 2020/21 впервые отобрался в масс-старт на этапе Кубка Мира в Хохфильцене.

## Семья
Младший брат Филип Андерсен, также занимается биатлоном.

## Результаты

### Открытые Чемпионаты Европы
| Год  | Место проведения | Суперспринт | Спринт | Пр | Инд | СЭ | ОСЭ |
| ---- | ---------------- | ----------- | ------ | -- | --- | -- | --- |
| 2019 | ЧЕ Раубичи/Минск | —           | 25     | 13 | 10  | 5  | —   |
| 2020 | ЧЕ Раубичи/Минск | 21          | 3      | 4  | —   | 3  |     |
| 2021 | ЧЕ Душники-Здруй | —           | 7      | 19 | 42  | —  | —   |